# صغار عائلة فوكرز (فلم)
صغار عائلة فوكرز (بالإنجليزية: Little Fockers) هو فيلم درامي أمريكي تم إنتاجه سنة 2010.

## طاقم التمثيل
- روبرت دي نيرو
- بن ستيلر
- أوين ويلسون
- بليث دانر
- تيري بولو
- جيسيكا ألبا
- داستين هوفمان
- باربرا سترايساند
- هارفي كيتل
- لورا ديرن
- كيفن هارت
- جون ديماغيو

## القصة
تدور أحداث الفيلم في إطار كوميدي حول جريج وبأم عندما اجلبوا أطفال وفجأة تظهر شخصية أخرى في حيات جريج وتبدأ مغامرات جاك لكشف الحقيقة

## وصلات خارجية
- الموقع الرسمي
- صغار عائلة فوكرز على موقع IMDb (الإنجليزية)
- صغار عائلة فوكرز على موقع ميتاكريتيك (الإنجليزية)
- صغار عائلة فوكرز على موقع روتن توميتوز (الإنجليزية)
- صغار عائلة فوكرز على موقع نتفليكس (الإنجليزية)
- صغار عائلة فوكرز على موقع قاعدة بيانات الأفلام العربية
- صغار عائلة فوكرز على موقع ألو سيني (الفرنسية)
- صغار عائلة فوكرز على موقع Turner Classic Movies (الإنجليزية)
- صغار عائلة فوكرز على موقع أول موفي (الإنجليزية)
- صغار عائلة فوكرز على موقع بوكس أوفيس موجو (الإنجليزية)
- صغار عائلة فوكرز على موقع فيلمافينيتي (الإسبانية)
- صغار عائلة فوكرز at ميتاكريتيك